# Interferon beta-1a
Interferon beta-1a (cũng là interferon beta 1-alpha) là một cytokine trong họ interferon được sử dụng để điều trị bệnh đa xơ cứng (MS). Nó được sản xuất bởi các tế bào động vật có vú, trong khi interferon beta-1b được sản xuất trong E. coli biến đổi. Một số tuyên bố đã được đưa ra rằng Interferon tạo ra khoảng 18%-38% tỷ lệ tái phát MS.
Interferon beta chưa được chứng minh là làm chậm tiến trình khuyết tật. Interferon không phải là thuốc chữa MS (không có cách chữa nào được biết đến); Yêu cầu là interferon có thể làm chậm tiến triển của bệnh nếu bắt đầu sớm và tiếp tục trong suốt thời gian mắc bệnh.

## Sử dụng trong y tế

### Hội chứng cô lập lâm sàng
Biểu hiện lâm sàng sớm nhất của bệnh đa xơ cứng tái phát là hội chứng cô lập lâm sàng (CIS), nghĩa là một cuộc tấn công duy nhất của một triệu chứng. Trong một CIS, có một cuộc tấn công bán cấp gợi ý về sự khử ion nên được đưa vào phổ của kiểu hình MS. Điều trị bằng interferon sau một cuộc tấn công ban đầu làm giảm nguy cơ phát triển MS xác định lâm sàng.

### MS tái phát
Các loại thuốc có hiệu quả khiêm tốn trong việc giảm số lần tấn công trong tái phát nhiều lần xơ cứng và giảm tích lũy các tổn thương não, được đo bằng cách sử dụng hình ảnh cộng hưởng từ tăng cường gadolinium (MRI). Interferon làm giảm tái phát khoảng 30% và hồ sơ an toàn của họ làm cho họ trở thành phương pháp điều trị đầu tay.  Tuy nhiên, không phải tất cả các bệnh nhân đều đáp ứng với các liệu pháp này. Được biết, 30% bệnh nhân MS không đáp ứng với Beta interferon. Chúng có thể được phân loại trong các đáp ứng di truyền, dược lý và mầm bệnh.  Một trong những yếu tố liên quan đến việc không đáp ứng là sự hiện diện của các kháng thể trung hòa beta interferon cao. Liệu pháp interferon và đặc biệt là interferon beta 1b, gây ra việc sản xuất kháng thể trung hòa, thường trong 6 tháng điều trị thứ hai, ở 5 đến 30% bệnh nhân được điều trị.  Hơn nữa, một tập hợp con của bệnh nhân RRMS có MS hoạt động đặc biệt, đôi khi được gọi là "MS xấu đi nhanh chóng" thường không đáp ứng với interferon beta 1a.
Mặc dù cần nhiều nghiên cứu hơn về tác dụng lâu dài của thuốc, dữ liệu hiện có về tác dụng của interferon chỉ ra rằng liệu pháp dài hạn được bắt đầu sớm là an toàn và nó có liên quan đến kết quả tốt hơn.

## Tác dụng phụ

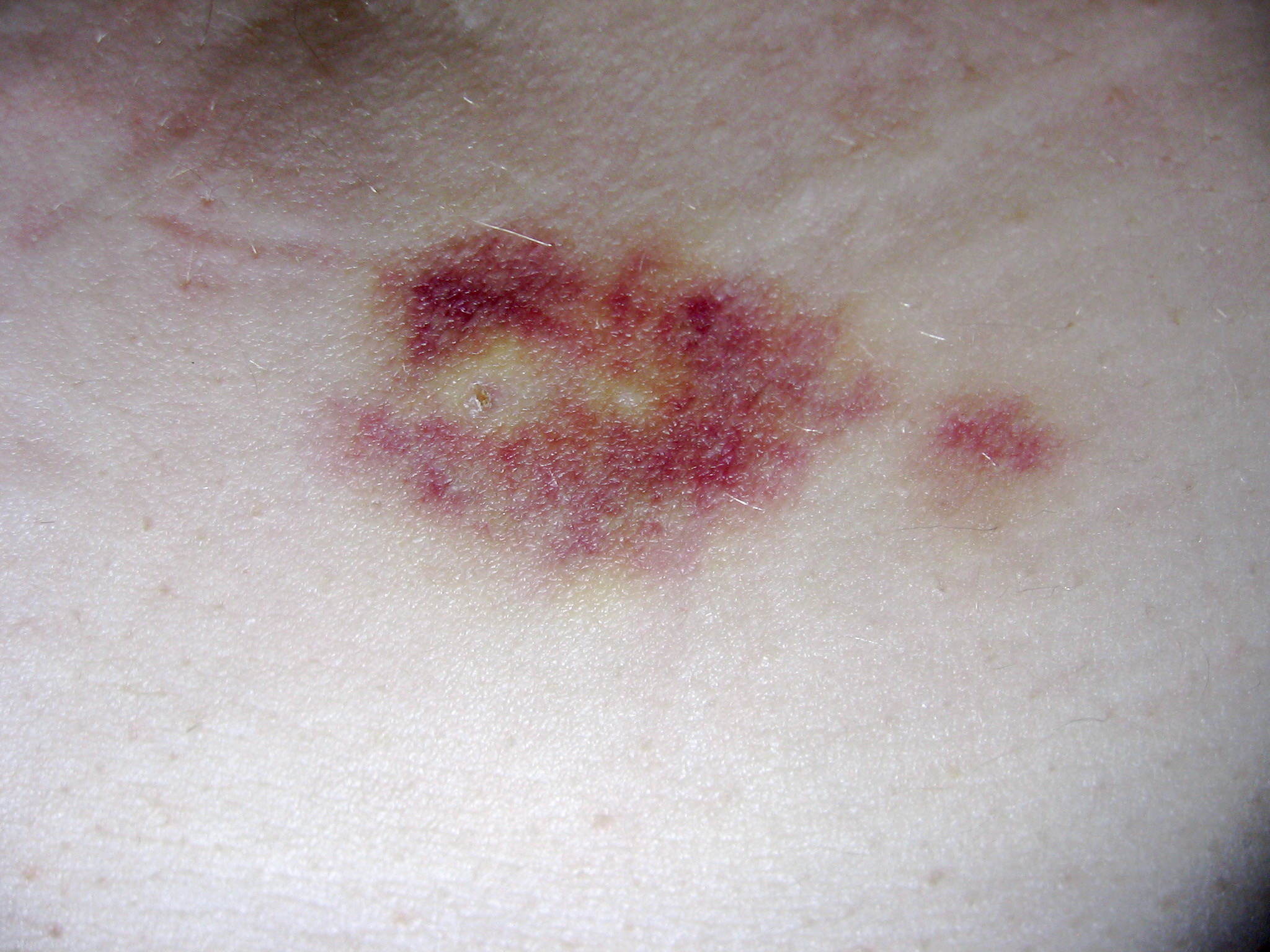
Thuốc tiêm có thể gây kích ứng hoặc bầm tím tại chỗ tiêm. Vết bầm được mô tả được tạo ra bởi một mũi tiêm dưới da.

Interferon beta-1a chỉ có sẵn ở dạng tiêm, và có thể gây ra phản ứng da tại vị trí tiêm có thể bao gồm hoại tử da. Phản ứng da với beta interferon phổ biến hơn khi tiêm dưới da và thay đổi rất nhiều trong biểu hiện lâm sàng của họ. Chúng thường xuất hiện trong tháng đầu tiên điều trị mặc dù mức độ thường xuyên và tầm quan trọng của chúng giảm dần sau sáu tháng điều trị.  Phản ứng da phổ biến hơn ở phụ nữ.  Phản ứng da nhẹ thường không cản trở điều trị trong khi hoại tử xuất hiện ở khoảng 5% bệnh nhân và dẫn đến ngừng điều trị.  Cũng theo thời gian, một vết lõm có thể nhìn thấy tại vị trí tiêm do sự phá hủy các mô mỡ cục bộ, được gọi là teo mỡ, có thể phát triển, tuy nhiên điều này hiếm khi xảy ra với điều trị interferon.
Interferon, một phân nhóm của cytokine, được sản xuất trong cơ thể trong các bệnh như cúm để giúp chống lại nhiễm trùng. Họ chịu trách nhiệm cho nhiều triệu chứng nhiễm cúm, bao gồm sốt, đau cơ, mệt mỏi và đau đầu. Nhiều bệnh nhân báo cáo các triệu chứng giống như cúm hàng giờ sau khi dùng beta interferon thường cải thiện trong vòng 24 giờ, là các triệu chứng như vậy liên quan đến sự gia tăng tạm thời của cytokine. Phản ứng này có xu hướng biến mất sau 3 tháng điều trị và các triệu chứng của nó có thể được điều trị bằng các thuốc chống viêm không steroid không kê đơn, chẳng hạn như ibuprofen, làm giảm sốt và đau.  Một tác dụng thứ cấp thoáng qua khác với interferon-beta là sự suy giảm chức năng của các triệu chứng đã có của bệnh.  Tình trạng xấu đi tương tự như bệnh nhân được tạo ra ở bệnh nhân MS do nóng, sốt hoặc căng thẳng (hiện tượng Uhthoff), thường xuất hiện trong vòng 24 giờ điều trị, phổ biến hơn trong những tháng đầu điều trị và có thể kéo dài vài ngày.  Một triệu chứng đặc biệt nhạy cảm với tình trạng xấu đi là co cứng.  Interferon-beta cũng có thể làm giảm số lượng tế bào bạch cầu (giảm bạch cầu), tế bào lympho (giảm bạch cầu) và bạch cầu trung tính (giảm bạch cầu trung tính), cũng như ảnh hưởng đến chức năng gan.  Trong hầu hết các trường hợp, những tác dụng này không nguy hiểm và có thể hồi phục sau khi ngừng hoặc giảm điều trị.  Tuy nhiên, khuyến cáo là tất cả bệnh nhân nên được theo dõi thông qua các phân tích máu trong phòng thí nghiệm, bao gồm các xét nghiệm chức năng gan, để đảm bảo sử dụng interferon an toàn.
Để giúp ngăn ngừa phản ứng tại chỗ tiêm, bệnh nhân nên xoay các vị trí tiêm và sử dụng kỹ thuật tiêm vô trùng. Thiết bị tiêm có sẵn để tối ưu hóa quá trình tiêm. Các tác dụng phụ thường rất khó chịu khi nhiều bệnh nhân cuối cùng phải ngừng dùng interferon    (hoặc glatiramer axetat, một liệu pháp điều chỉnh bệnh tương đương cần tiêm thường xuyên).

## Cơ chế hoạt động
Interferon beta cân bằng sự biểu hiện của các tác nhân chống viêm trong não và làm giảm số lượng tế bào viêm vượt qua hàng rào máu não. Nhìn chung, điều trị bằng beta interferon dẫn đến giảm viêm tế bào thần kinh.  Hơn nữa, nó cũng được cho là làm tăng sản xuất yếu tố tăng trưởng thần kinh và do đó cải thiện sự tồn tại của tế bào thần kinh.  Trong ống nghiệm, beta interferon làm giảm sản xuất tế bào Th17, một tập hợp con của tế bào lympho T được cho là có vai trò trong sinh lý bệnh của MS.

## Dược phẩm tương tự

### Tên thương hiệu

#### Avonex
Avonex đã được chấp thuận tại Hoa Kỳ vào năm 1996 và tại Châu Âu vào năm 1997 và được đăng ký tại hơn 80 quốc gia trên toàn thế giới. Đây là liệu pháp MS hàng đầu ở Mỹ, với khoảng 40% thị trường nói chung và ở châu Âu, với khoảng 30% thị trường nói chung. Nó được sản xuất bởi công ty công nghệ sinh học Biogen, ban đầu được bảo vệ cạnh tranh ở Mỹ theo Đạo luật về thuốc mồ côi.
Avonex được bán trong ba công thức, một loại bột đông khô cần pha chế, một bộ ống tiêm chất lỏng trộn sẵn và bút; nó được dùng một lần mỗi tuần thông qua tiêm bắp.

#### Tái sinh
Rebif là một loại thuốc điều chỉnh bệnh (DMD) được sử dụng để điều trị bệnh đa xơ cứng trong các trường hợp mắc hội chứng cô lập lâm sàng cũng như tái phát các dạng đa xơ cứng và tương tự như protein beta interferon do cơ thể con người tạo ra. Nó được Merck Serono và Pfizer hợp tác tiếp thị ở Mỹ dưới một ngoại lệ của Đạo luật về thuốc mồ côi. Nó đã được phê duyệt ở châu Âu vào năm 1998 và ở Mỹ vào năm 2002; nó đã được chấp thuận ở hơn 90 quốc gia trên toàn thế giới bao gồm Canada và Úc. EMD Serono đã có quyền duy nhất đối với Rebif tại Hoa Kỳ kể từ tháng 1 năm 2016. Rebif được quản lý thông qua tiêm dưới da ba lần mỗi tuần, và có thể được lưu trữ ở nhiệt độ phòng trong tối đa 30 ngày.

#### CinnoVex
CinnoVex là tên thương mại của Interferon beta-1a tái tổ hợp, được sản xuất dưới dạng sinh học/sinh học ở Iran. Nó được sản xuất ở dạng đông khô và được bán với nước cất để tiêm. Cinnovex được phát triển tại Viện Fraunhofer phối hợp với CinnaGen, và là protein điều trị đầu tiên từ phòng thí nghiệm Fraunhofer được phê duyệt là thuốc sinh học/thuốc sinh học. Có một số nghiên cứu lâm sàng để chứng minh sự giống nhau của CinnoVex và Avonex. Một biến thể hòa tan trong nước nhiều hơn hiện đang được điều tra bởi Vakzine Projekt Management (VPM) GmbH tại Braunschweig, Đức.

#### Plegridy
Plegridy là tên thương mại của một dạng pegylated của Interferon beta-1a. Lợi thế của Plegridy là nó chỉ cần tiêm hai tuần một lần.

#### Betaferon (interferon beta-1b)
Liên quan chặt chẽ với interferon beta-1a là interferon beta-1b, cũng được chỉ định cho MS, nhưng được điều chế với một liều khác nhau và được dùng với tần suất khác nhau. Mỗi loại thuốc có một hồ sơ an toàn/hiệu quả khác nhau. Interferon beta-1b chỉ được đưa ra thị trường bởi Bayer ở Mỹ với tên Betaseron và bên ngoài Hoa Kỳ là Betaferon.

### Chi phí và bán hàng
Tại Hoa Kỳ vào năm 2015, chi phí là từ 1.284 đến 1.386 USD mỗi lọ 30 mcg. Avonex và Rebif nằm trong top 10 loại thuốc điều trị đa xơ cứng bán chạy nhất năm 2013:
Đó là một ví dụ về một loại thuốc đặc trị chỉ có sẵn thông qua nhà thuốc chuyên khoa. Điều này là do nó đòi hỏi một chuỗi phân phối lạnh và có giá 17.000 đô la một năm.
| Số. | Bán hàng toàn cầu 2013 | INN                    | Tên thương mại      | Các công ty        |
| --- | ---------------------- | ---------------------- | ------------------- | ------------------ |
| 1   | 4,33 tỷ đô la          | Glatiramer axetat      | Copaxone            | Teva               |
| 2   | 3,00 tỷ đô la          | Interferon beta 1a     | Avonex              | Sinh học Idec      |
| 3   | 2,51 tỷ đô la          | Interferon beta 1a     | Tái sinh            | Merck KGaA         |
| 4   | 1,93 tỷ đô la          | Fingerolimod           | Gilenya             | Novartis           |
| 5   | 1,41 tỷ đô la          | Natalizumab            | Tysabri             | Sinh học Idec      |
| 6   | 1,38 tỷ đô la          | Interferon beta 1b     | Betaseron/Betaferon | Chăm sóc sức khỏe  |
| 7   | 876 triệu đô la        | Dimethyl fumarate      | Công nghệ           | Sinh học Idec      |
| 8   | $ 303 triệu            | 4-Aminopyridin         | Ampyra              | Trị liệu Acorda    |
| 9   | 250 triệu đô la        | Hormone vỏ thượng thận | Gel Acthar HP       | Dược phẩm Questcor |
| 10  | $ 221 triệu            | Teriflunomide          | Aubagio             | Sanofi             |